# Cykellås

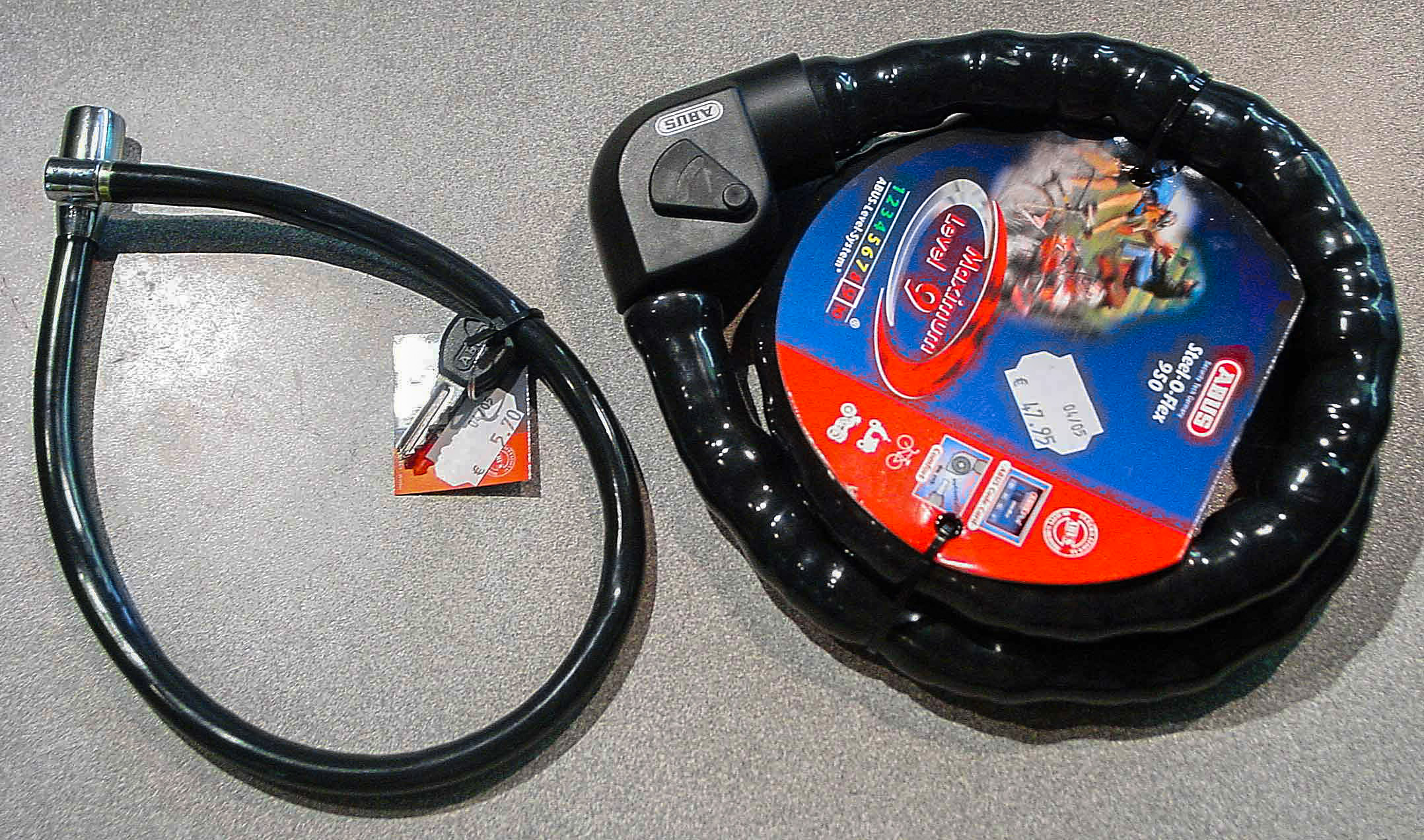
Två cykellås

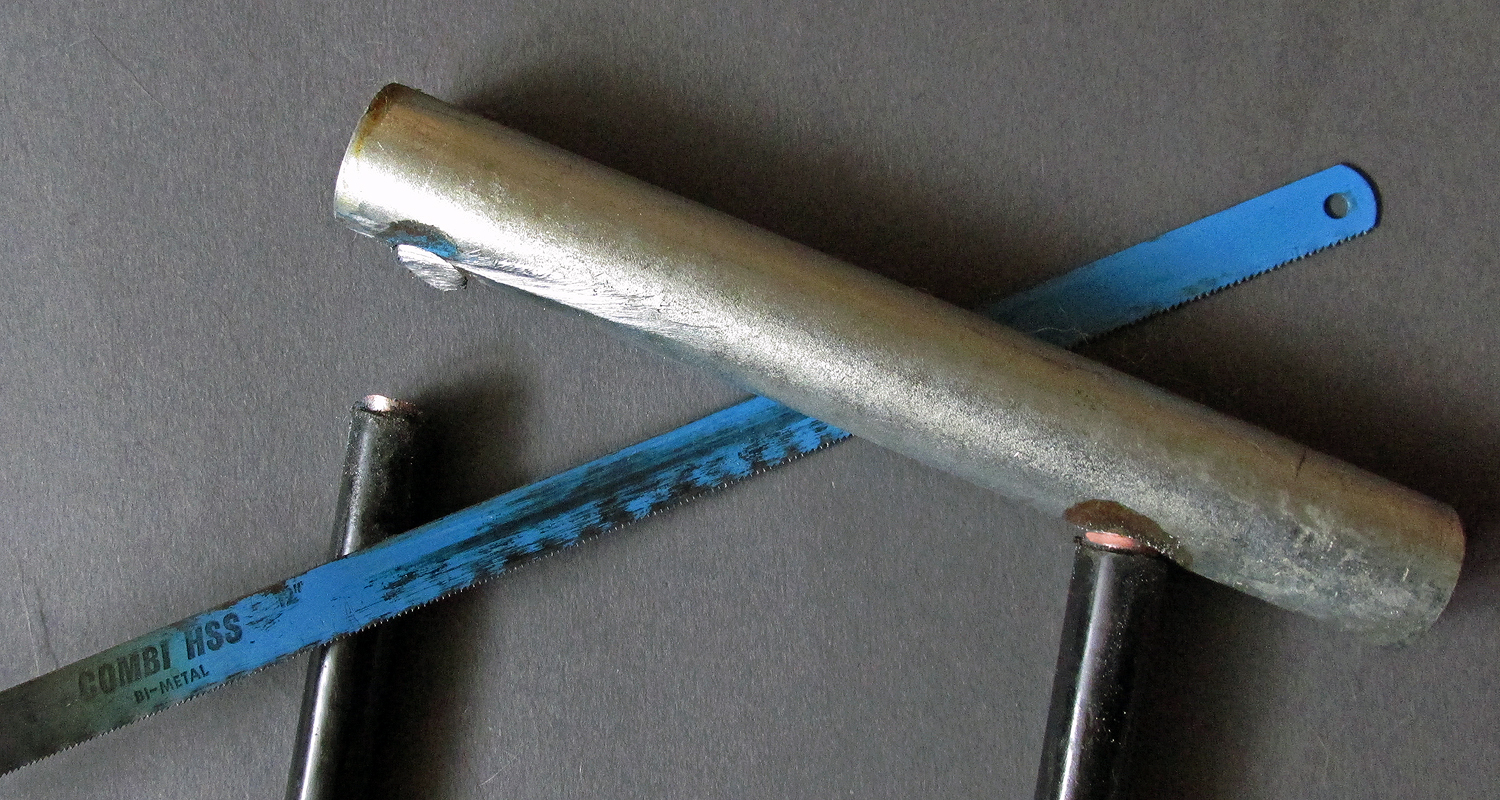
Ett Bygellås. Bygeln avsågad med ett bågfilsblad.

Cykellås, en anordning som används för att låsa cyklar med. Det finns olika typer av cykellås:
- Ramlås, även kallat blocklås - Kan vara antingen fastsvetsat eller fastskruvat på ramen.
- Bygellås - Liknar ett stort hänglås.
- Vajerlås - Spiralformad vajer, vilket gör den lång, med lås i ändarna.
- Kabellås, även kallat slanglås - En enkel kabelslinga med lås i ändarna.
- Låskedja - En kedja med lås i ändarna.

## Kabellås/slanglås
Slanglås består av en enklare vajer, klädd i plast och med ett lås i ena änden, i vilken man fäster den andra änden för att låsa. Dessa är oftast det billigaste alternativet till cykellås men också de som är bland de lättaste att bryta upp. Dessa lås är i regel ej säkerhetsgodkända.

## Bygellås
Man ska försöka fylla så mycket som möjligt av bygeln för att göra det svårare att bryta upp. Bäst är om man låser cykeln vid tramporna med ramen och bakhjulet i bygellåset.

## Ramlås
Ramlås även kallat blocklås är en typ av cykellås, där huvuddelen (blocket), till skillnad från många andra slags cykellås, är svetsat eller fastskruvat i ramen. Konstruktionen förstärker stöldskyddet, då det ökar den tid som åtgår att bryta upp det, och kräver kraftigare verktyg, än som är fallet med enklare låsanordningar. Tar man till alltför våldsamma metoder för att forcera ett blocklås är det dessutom risk att man allvarligt skadar cykelramen.
Det är enkelt att använda, och har den fördelen att man alltid har det med sig. Med låset upplåst kan nyckeln på vissa typer av blocklås sitta kvar i nyckelhålet under färd, varför det är ett ögonblicks verk att låsa cykeln vid parkering.

## Säkerhetsgodkända cykellås
I Sverige kan ett cykellås vara SSF-godkänt, det innebär att det tar en viss tid att öppna utan nyckel, samt att det är motståndskraftigt mot klippverktyg och hammare.
Säkerhetsgodkända lås är vanligast av typen bygellås, en kraftig låskedja alternativt en anordning med låspinne monterad direkt på ramen, för att öppna dessa lås ifall man skulle tappa sin nyckel krävs bågfil, metallborr eller vinkelslip.
Många försäkringsbolag kräver att man har ett sådant godkänt cykellås för att försäkringen ska gälla vid eventuell stöld.